# Hotlist
Die Hotlist ist ein seit 2009 jährlich vergebener Literaturpreis. Ausgezeichnet mit dem Hotlist-Preis wird ein unabhängiger Verlag aus Deutschland, Österreich oder der Schweiz für das beste deutschsprachige Buch des Jahres, das in einem der teilnehmenden unabhängigen Verlage erschienen ist. Im Gegensatz zu anderen Literaturpreisen wie beispielsweise dem Deutschen Buchpreis gibt es kaum formelle Beschränkungen an Verfasser oder Literaturgattung, so dass unter anderem Romane, Lyrikbände, Graphic Novels, Essays, erzählende Sachbücher oder Anthologien aus dem deutschsprachigen Raum sowie übersetzte Werke aus anderen Sprachen gegeneinander konkurrieren können. Der ausgezeichnete Verlag erhält 5000 Euro. Mit dem Melusine-Huss-Preis (dotiert mit 4000 Euro) wird seit 2011 eine zweite Auszeichnung an einen auf der Hotlist vertretenen Verlag vergeben. Die Preisverleihung findet jeweils im Herbst im Rahmen der Frankfurter Buchmesse statt. Um die Organisation kümmert sich ein gemeinnütziger Verein.

## Geschichte

### Erste Preisverleihung und Kritik
Der Hotlist-Preis wurde kurzfristig 2009 nach Bekanntgabe der Longlist zum Deutschen Buchpreis ins Leben gerufen. Auf Anregung des Münchener Verlags Blumenbar taten sich 20 deutschsprachige Independent-Verlage zusammen, die nicht mit Titeln auf der Longlist vertreten waren. Sie präsentierten eine von einer Jury unter Vorsitz von Hubert Winkels ausgewählte Liste von 20 Büchern aus ihren Programmen (laut Winkels ein „Schattenkabinett von rund zwanzig weiteren sehr bemerkenswerten und auszeichnungswürdigen Romanen“), die als Gegenentwurf zum Deutschen Buchpreis angepriesen wurde. Die Liste war laut der Verlegerin Anya Schutzbach (weissbooks.w) ursprünglich als Empfehlungsliste gedacht, um die Vielfalt auf dem Buchmarkt zu dokumentieren. Neben Blumenbar waren aus Deutschland die Friedenauer Presse, kookbooks, der Liebeskind Verlag, der Lilienfeld Verlag, mairisch, Matthes & Seitz, der Ventil Verlag, der Verbrecher Verlag, Voland & Quist und weissbooks.w, aus Österreich die Edition Korrespondenzen, der Luftschacht Verlag, der Milena Verlag sowie orange-press und aus der Schweiz der Bilgerverlag, der Echtzeit Verlag, der Folio Verlag, Urs Engeler Editor und der Salis Verlag die gemeinsamen Gründungsmitglieder der Hotlist. Der Gewinner unter den nominierten Romanen wurde anhand einer Internet-Abstimmung auf den Webseiten von der Freitag ausgewählt, an der sich circa 10.000 Leser beteiligten. Als erster Preisträger setzte sich der österreichische Autor Alexander Schimmelbusch mit seinem im Blumenbar Verlag erschienenen Roman Blut im Wasser durch (3725 Stimmen), gefolgt von Uljana Wolfs Gedichtband Falsche Freunde (kookbooks, 2489 Stimmen) und Michael Weins Roman Delfinarium (mairisch, 1184 Stimmen). Schimmelbusch wurde am 16. Oktober 2009 im Rahmen einer von Literaturkritiker Denis Scheck moderierten Preisverleihung im Saal des Frankfurter Kunstvereins während der Buchmesse ausgezeichnet. Die Gewinnsumme von 5000 Euro wurde von der Mayerschen Buchhandlung gespendet.
Die erste Preisverleihung führte zu gemischter Kritik. Während die Idee eines unabhängigen Buchpreises positiven Anklang fand, wurde die Organisation zum Zustandekommen der ersten Hotlist überwiegend negativ bewertet. Kritiker beanstandeten die Auswahl als nicht repräsentativ und willkürlich, teilweise wurde sie auch als Respektlosigkeit gegenüber anderen Verlagen wahrgenommen, die nicht vertreten waren. Unter anderem hatten die Initiatoren es auch versäumt, die Kurt Wolff Stiftung über den neuen Preis zu informieren, die seit 2001 einen eigenen Preis für unabhängige Verlage auslobt. Die Frankfurter Allgemeine Zeitung und die taz beanstandeten die Methode des Online-Votings. „Dieser Preis experimentiert noch. Wofür genau er stehen soll, ist noch nicht klar. Und Publikumspreise haben sowieso immer einen Stich ins Unseriöse. Aber Experimente sind immer gut.“, so taz-Autor Dirk Knipphals.

### Umstrukturierung des Preises

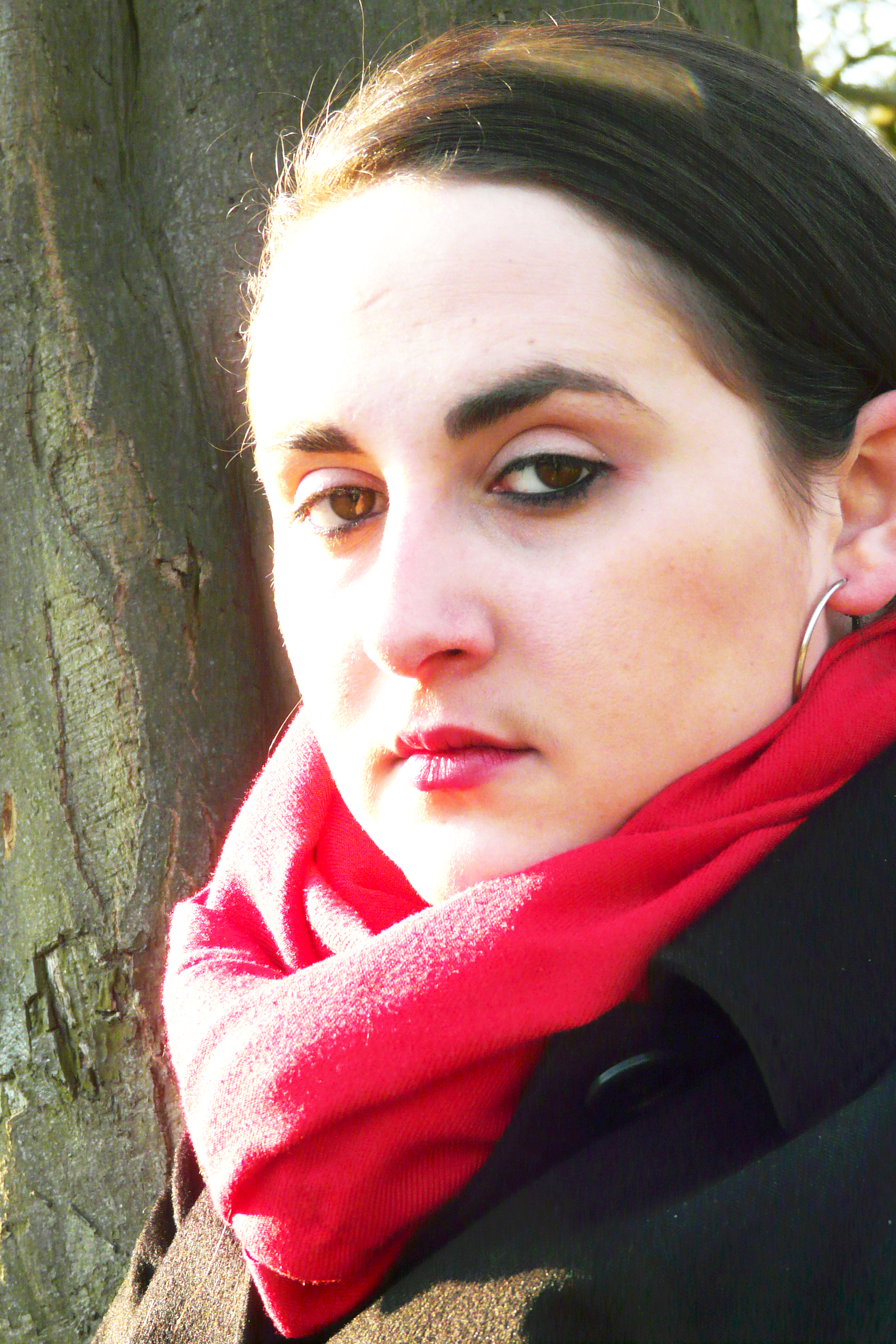
Ausgezeichnet 2011: Die Frankfurter Verlagsanstalt für den Roman Mein sanfter Zwilling von Nino Haratischwili (Bild)

Ein Jahr nach der ersten Preisverleihung wurde der Hotlist-Preis erstmals öffentlich ausgeschrieben, wobei erneut die Mayersche Buchhandlung die Dotierung von 5000 Euro auslobte. Beobachter bemerkten gleichzeitig, dass 2010 ungewöhnlich viele Independent-Verlage auf der Longlist des Deutschen Buchpreises vertreten waren (unter anderem Titel vom Klöpfer & Meyer Verlag, Verbrecher Verlag und Literaturverlag Droschl), was aber unter anderem auf die Zusammensetzung der Jury zurückgeführt wurde. Im Vorfeld war 2010 der gemeinnützige Verein der Hotlist mit Sitz in Düsseldorf gegründet worden, mit dessen Hilfe zukünftig „eine neutrale Findung des besten Buches aus den Programmen der deutschsprachigen Independent-Verlage und das Fortwirken der Hotlist-Idee garantiert werden“ soll. Ebenfalls wurde ein unabhängiges Kuratorium für den Buchpreis geschaffen, dem Fachleute aus allen Bereichen der Literaturbetriebs aus Deutschland, Österreich und der Schweiz angehören. Das Kuratorium muss sämtliche Formalitäten zur Entstehung, Durchführung und Ermittlung der Gewinner der Hotlist zustimmen und soll damit die Qualität der Preisverleihung gewährleisten. Aktuell gehören ihm zehn Mitglieder an, darunter die früheren Jurymitglieder Traudl Bünger, Autorin, Kritikerin und Programmplanerin der Lit.Cologne, und Monika Schärer, Schweizer Fernseh- und Hörfunkmoderatorin. Ebenfalls wurde ein Förderverein gegründet. Nach der zweiten Vergabe des neu mit einer Jurywahl umstrukturierten Preises an Ulrike Almut Sandigs Erzählband Flamingos sah die Frankfurter Allgemeine Zeitung eine Etablierung der Hotlist, die auch „eine Einladung“ sei, „Entdeckungen zu machen“. Die Zahl der Einreichungen stieg nach der ersten öffentlichen Ausschreibung 2010 von 110 auf 145 Titel im Jahr 2012. Die auf der Hotlist vertretenen Romane Juja (2010) von Nino Haratischwili, Vorabend (2011) von Peter Kurzeck und Heimlich, heimlich mich vergiss von Angelika Meier fanden jeweils im selben Jahr auch auf der Longlist des Deutschen Buchpreises Berücksichtigung.
2011 wurde im Andenken an die Frankfurter Buchhändlerin Melusine Huss (eigentlich Hussendörfer, 1920–1989), unter anderem früheres Stiftungsratsmitglied für den Friedenspreis des Deutschen Buchhandels, ein zweiter Hotlist-Preis eingerichtet. Der Melusine-Huss-Preis entstand durch die Stiftung eines Druckgutscheins der Freiburger Graphischen Betriebe (fgb), der mit 4000 Euro dotiert ist. Er wird alljährlich durch eine Abstimmung unter den Buchhändlern an einen Verlag auf der Hotlist vergeben.

## Abstimmungsmodalitäten
Nachdem die erste Wahl 2009 aus einer reinen Internetabstimmung bestand, setzt sich das aktuelle Abstimmungsprozedere aus einer Publikumswahl und mehreren Jurywahlen zusammen. Unabhängige Verlage aus Deutschland, Österreich oder der Schweiz dürfen je einen Titelvorschlag einreichen. Für die Auflage 2014 mussten diese zwischen dem 1. September 2013 und spätestens bis zum 1. September 2014 auf Deutsch erschienen sein beziehungsweise erscheinen und bis Mitte Juni eingereicht werden.
Im Gegensatz zu anderen Literaturpreisen werden kaum formelle Beschränkungen an Verfasser oder Literaturgattung gestellt. Um die Vielfalt abzubilden, konkurrieren Lyrik, Prosa, Essays, erzählende Sachbücher von sowohl lebenden als auch bereits verstorbenen Autoren, die auf Deutsch schrieben oder aus anderen Sprachen übersetzt wurden. Alle Einreichungen werden auf der Webseite der Hotlist veröffentlicht und nach Kategorien sortiert, 2012 waren dies „Lyrik“, „Deutschsprachige Erzählungen“, „Deutschsprachige Romane“, „Erzählliteratur aus anderen Sprachen“, „Krimi/Thriller“, „Graphic Novel“, „Essays/Tagebücher/Betrachtungen“, „Erzählendes Sachbuch“, „Politik/Zeitkritik“, „Anthologien“ und „Das besondere Buch“. Aus allen Einreichungen nominiert das Kuratorium als Vorjury 30 Titel, aus denen das Publikum via Internet-Abstimmung drei Titel zur Hotlist wählt. Sieben weitere werden von einer jährlich wechselnden Jury, bestehend aus Fachleuten aus allen Bereichen der Literaturbetriebs aus Deutschland, Österreich und der Schweiz, ergänzt. Unter diesen zehn Titeln wählt die Jury den Preisträger aus, der während der Frankfurter Buchmesse mit einem mit 5000 Euro dotierten Preis ausgezeichnet wird. Seit 2010 wurde stets ein Titel der Vorjury preisgekrönt.

## Preisträger

### Hotlist-Preis
| Jahr/ Vorschläge | Preisträger | Hotlist (ohne Preisträger) | Jury |  |
| 2009 (20)        | Alexander Schimmelbusch Blut im Wasser (Blumenbar Verlag)                                                                                                   | Hans Adler: Das Städtchen (Lilienfeld Verlag) Barbara Bongartz: Perlensamt (weissbooks) Michel Butor: Der Zeitplan (Matthes & Seitz Berlin) Gion Mathias Cavelty: Die Andouillette (Echtzeit Verlag) Leonid Dobycin: Die Stadt N. (Friedenauer Presse) Daniel Goetsch: Herz aus Sand (Bilger Verlag) Germar Grimsen: Almatastr (Verbrecher Verlag) Jan Kossdorf: Sunnyboys (Milena Verlag) Margret Kreidl Eine Schwalbe falten (Edition Korrespondenzen) Martin Kubaczek: Sorge. Ein Traum (Folio Verlag) Jan Off: Unzucht (Ventil Verlag) David Peace: Tokio im Jahr Null (Liebeskind) Joel Rosenman: John Roberts und Robert Pilpel: Making Woodstook. (Orange Press) Ulrich Schlotmann: Die Freuden der Jagd (Urs Engler) Jochen Schmidt: Schmidt liest Proust (Verlag Voland & Quist) Michael Weins: Delfinarium (mairisch Verlag) Chantal Wicki: Gleissen (Salis Verlag) Benjamin Tienti: Raubvogel (Luftschacht) Uljana Wolf: falsche freunde (Kookbooks) | Keine (Internetabstimmung) |  |
| 2010 (110)       | Ulrike Almut Sandig Flamingos* (Schöffling) | Titel der Vorjury: Jean-Pierre Abraham: Der Leuchtturm (Jung und Jung) Franz Hammerbacher: Bravo Hotel (Edition Korrespondenzen) Iris Hanika: Das Eigentliche (Literaturverlag Droschl) Ulrich Holbein: Bitte umblättern! (Elfenbein) Michel Matveev: Die Gehetzten (Weidle) Carl Van Vechten: Parties (Walde+Graf) Thomas Willmann: Das finstere Tal (Liebeskind) Internet-Wahlsieger: Dirk Bernemann: Vogelstimmen (Ubooks Verlag) Franz Dinda: Ein BilderReimbuch über Liebe (weissbooks.w) Thomas Fritz: Blick und Beute (Merlin) Markus Grimm: Fleckies Reise (Lokomotion) Dietlinde Hachmann: Mein Wunscherbe (Acabus) Nino Haratischwili: Juja (Verbrecher Verlag) Axel Westerwelle: Lost in history (Hamburger Verlag) | Traudl Bünger (Juryvorsitzende, Lit.Cologne, Köln), Christof Hinderer (Osiandersche Buchhandlung, Reutlingen), Thomas Keul (Volltext, Wien), Michael Lemling (Buchhandlung Lehmkuhl, München), Thomas Pletzinger (Autor, Berlin), Monika Schärer (Schweizer Fernsehen, Zürich) |  |
| 2011 (141)       | Nino Haratischwili Mein sanfter Zwilling* (Frankfurter Verlagsanstalt)                                                                                      | Titel der Vorjury: John Ashbery: Ein weltgewandtes Land, Gedichte (luxbooks) Peter Kurzeck: Vorabend (Stroemfeld Verlag) Joseph Mitchell: McSorley’s Wonderful Saloon, New Yorker Geschichten (diaphanes) Lee Rourke: Der Kanal (mairisch Verlag) Monique Schwitter: Goldfischgedächtnis, Erzählungen (Literaturverlag Droschl) Steven Uhly: Adams Fuge (Secession Verlag) Internet-Wahlsieger: Akos Doma: Die allgemeine Tauglichkeit (Rotbuch Verlag) Naomi Schenck/Ulrich Rüdenauer: Archiv verworfener Möglichkeiten, Bilder und Texte (belleville Verlag) Erich Mühsam: Tagebücher, Band 1 (Verbrecher Verlag) | Michael Angele (der Freitag, Berlin), Klaus Bittner (Buchhandlung Bittner, Köln), Maren Keller (KulturSpiegel, Hamburg), Jan Valk (Adler & Söhne / Literaturzeitschrift sprachgebunden, Berlin), Andreas Wang (Sachbuchbestenliste von NDR und Süddeutscher Zeitung, Hamburg), Ursula Zangger (Orell Füssli am Bellevue, Zürich), Peter Zimmermann (ORF, Wien)                                                |  |
| 2012 (145)       | Tor Ulven Dunkelheit am Ende des Tunnels* (Literaturverlag Droschl)                                                                                         | Titel der Vorjury: Peter Gizzi: totsein ist gut in amerika (luxbooks) Helon Habila: Öl auf Wasser (Verlag Das Wunderhorn) Angelika Meier: Heimlich, heimlich mich vergiss (Diaphanes) Lukas Meschik: Luzidin oder Die Stille (Jung und Jung Verlag) Robert Louis Stevenson: Der Pirat und der Apotheker. Eine lehrreiche Geschichte (Peter Hammer Verlag) Jeffrey Yang: Ein Aquarium (Berenberg Verlag) Internet-Wahlsieger: Tamta Melaschwili: Abzählen (Unionsverlag) Michèle Roten: Wie Frau sein. Protokoll einer Verwirrung. (Echtzeit Verlag) Miklós Vajda: Mutterbild in amerikanischem Rahmen (Braumüller Verlag) | Claudia Cosmo (freie Journalistin, Köln), Peter Kolling (Buchhandlung Proust, Essen), Beat Mazenauer (Literaturkritiker und Publizist, Luzern), Wiebke Porombka (Literaturkritikerin und Publizistin, Berlin), Daniela Strigl (Literaturkritikerin und Publizistin, Wien), Guido Ullmann (Dussmann, das KulturKaufhaus, Berlin), Norbert Wehr (Herausgeber der Literaturzeitschrift Schreibheft, Essen)       |  |
| 2013 (141)       | Wsewolod Petrow Die Manon Lescaut von Turdej* (Weidle) | Titel der Vorjury: Julia Deck: Viviane Élisabeth Fauville (Wagenbach) Patrick Deville: Äquatoria (Bilger Verlag) Amy Hempel: Die Ernte (luxbooks) Saskia Hennig von Lange: Alles, was draußen ist (Jung und Jung Verlag) Philip Hoare: Leviathan oder Der Wal (mare) Abbas Khider: Brief in die Auberginenrepublik (Edition Nautilus) Internet-Wahlsieger: Luiz Ruffato: Es waren viele Pferde (Assoziation A) Ryū Murakami: Das Casting (Septime Verlag) Stevan Paul: Schlaraffenland (mairisch Verlag) | Oliver Hartlieb (Hartliebs Bücher, Wien), Gernot Krämer (Sinn und Form, Übersetzer, Literaturkritiker, Berlin), Andrea Ritter (Stern, Hamburg), Ulrike Almut Sandig (Autorin, Berlin), Christoph Schröder (Literaturkritiker und Publizist, Frankfurt am Main), Beatrice Stoll (frühere Leiterin des Literaturhauses Zürich), Volker Stuhldreher (Schweitzer Fachinformationen, Kamloth & Schweitzer, Bremen) |  |
| 2014 (143)       | Lars Müller Publishers; Andri Pol (Fotograf), Peter Stamm, Rolf-Dieter Heuer (Texte) Menschen am CERN: Europäische Organisation für Kernforschung* (Müller) | Titel der Vorjury: Lydia Davis: Kanns nicht und wills nicht (Droschl) James Hanley: Fearon (Arco Verlag) Mawil: Kinderland (Reprodukt) Carl Nixon: Settlers Creek (Weidle Verlag) Günter Saalmann: Fiedlerin auf dem Dach (Eichenspinner Verlag) Sarah Schmidt: Eine Tonne für Frau Scholz (Verbrecher Verlag) Internet-Wahlsieger: Emrah Serbes: Junge Verlierer (Binooki) Emma Donoghue: Zarte Landung (Krug & Schadenberg) Lili Grün: Mädchenhimmel! (Aviva Verlag) | Gerrit Bartels (Der Tagesspiegel, Berlin), Maik Bozza (Stefan George Archiv, Stuttgart), Jan Kuhlbrodt (Autor, Leipzig), Katharina Richter (Buchhandlung Kronengasse, Aarau), Veit Schmidt (Buchhandlung Löwenherz, Wien), Katja Thimm (Der Spiegel, Hamburg), Leander Wattig (Blogger, leanderwattig.de, Berlin)                                                                                             |  |
| 2015 (171)       | Monika Rinck Risiko und Idiotie. Streitschriften* (Kookbooks)                                                                                               | Titel der Vorjury: Kai Weyand: Applaus für Bronikowski (Wallstein Verlag) Sifiso Mzobe: Young blood (Petter Hammer Verlag) Dinaw Mengestu: Unsere Namen (Kein und Aber) Arno Camenisch: Die Kur (Engeler Verlag) Eugeniusz Tkaczyszyn-Dycki: Tumor linguae (Edition Korrespondenzen) Merle Kröger: Havarie (Argument) Internet-Wahlsieger: Anke Stelling: Bodentiefe Fenster (Verbrecher Verlag) Rauni Magga Lukkari & Inger-Mari Aikio-Arianaick: Erbmütter – Welttöchter (Eichenspinner Verlag) Heike Geißler: Saisonarbeit (Spector books) | Alexandra von Arx, Osama Ishneiwer, Harald Klauhs, Michael Sacher, Dorothea von Törne |  |
| 2016 (158)       | Debora Vogel Die Geometrie des Verzichts (Arco Verlag) | Titel der Vorjury: Hernán Ronsino: Lumbre (Bilger Verlag) James Leslie Mitchell: Szenen aus Schottland (Guggolz Verlag) Goran Vojnović: Vaters Land (Folio Verlag) Oğuz Atay: Die Haltlosen (binooki) Ingvild H. Rishøi: Winternovellen (Open House Verlag) Rabih Alameddine: Eine überflüssige Frau (Louisoder Verlag) Internet-Wahlsieger: Yves Rechsteiner: Und dann fängt die Vergangenheit an (Waldgut Verlag) Rodrigo Rey Rosa: Die Gehörlosen (Septime Verlag) Nina Schulz und Elisabeth Mena Urbitsch: Spiel auf Zeit (Assoziation A) | Martin Bruch (Leiter Literaturbüro Freiburg), Freiburg Birgit Fritsch Baur (Lektorin und Kunsthistorikerin), Zürich Stephanie von Harrach (Ressortleitung Literatur Stadt Zürich, Übersetzerin), Zürich Anja Hirsch (Literaturkritikerin), Unna Anton Thuswaldner (Literaturkritiker), Salzburg |  |
| 2017 (184)       | Brigitta Falkner: Strategien der Wirtsfindung (Matthes & Seitz Berlin)                                                                                      | Lutz Taufer: Über Grenzen: Vom Untergrund in die Favela Quentin Mouron: Notre-Dame-de-la-Merci Maarten Inghels, F. Starik: Das Einsame Begräbnis, Geschichten und Gedichte zu vergessenen Leben Ulrike Anna Bleier: Schwimmerbecken Brigitta Falkner: Strategien der Wirtsfindung Guy Delisle: Geisel, Reportagecomic Maren Kames: Halb Taube halb Pfau Arno Tauriinen: Goldgefasste Finsternis Anna Baar: Als ob sie träumend gingen Miroslav Krleža: Die Fahnen | Anna Christen (Buchhandlung Klamauk), Bern Lukas Gloor (Literaturwissenschaftler, Literaturmagazin Narr), Basel und Olten Christa Gürtler (Literaturwissenschaftlerin, Literaturfest Salzburg, Redakteurin SALZ), Salzburg Matthias Hügle (ZDF Kultur), Berlin Peter Wawerzinek (Autor), Berlin |  |
| 2018 (161)       | Marcel Schwob: Manapouri (Elfenbein Verlag) | Ömür Iklim Demir: Das Buch der entbehrlichen Gedanken (binooki Verlag) Tarek Leitner und Peter Coeln: Hilde & Gretl (Brandstätter Verlag) Judith Kerr: Geschöpfe (Edition Memoria) Reso Tscheischwili: Die Himmelblauen Berge (Edition Monhardt) Arthur Koestler: Sonnenfinsternis (Elsinor Verlag) Verena Stauffer: Orchis (Kremayr & Scheriau) Eugen Gomringer: poema (Nimbus) Ruska Jorjoliani: Du bist in einer Luft mit mir (Rotpunktverlag) Bettina Wilpert: nichts, was uns passiert (Verbrecher Verlag) | Mariann Bühler (Literaturvermittlerin, Geschäftsführerin Sofalesungen), Basel Simon Deckert (Autor, Kulturvermittler), St. Gallen Anna Rahm (Buchhandlung Mit Büchern unterwegs), Ravensburg Jan Wiele (Literaturredakteur der FAZ), Frankfurt am Main Anne Zauner (Literaturhaus Wien / Int. Literaturfestival Erich Fried Tage), Wien                                                                       |  |
| 2019 (160)       | Jakuta Alikavazovic: Das Fortschreiten der Nacht (Edition Nautilus)                                                                                         | Franz Josef Wetz: Tot ohne Gott (Alibri Verlag) Carla Maliandi: Das deutsche Zimmer (Berenberg Verlag) Jing Bartz und Shi Zhanjun (Hg.): Stadtleben (Drachenhaus Verlag) Pedro Badrán: Der Mann mit der magischen Kamera (Edition 8) Ruth Lillegraven: Sichel (Edition Rugerup) Sigurður Pálsson : Gedichte erinnern eine Stimme (Elif Verlag) Boris Poplawski: Apoll Besobrasow (Guggolz Verlag) Fernanda Melchor : Saison der Wirbelstürme (Wagenbach) Lennardt Loß: Und andere Formen menschlichen Versagens (weissbooks.w) | Manu Hofstätter (Buchhändlerin und Blog lesefieber.ch), Einigen bei Spiez Klaus Kowalke (Lessing und Kompanie Buchhandlung), Chemnitz Bettina Schulte (Kulturredaktion Badische Zeitung), Freiburg i.Br Sabine Vogel (Literaturkritikerin), Berlin |  |
| 2020 (170)       | Kim Young-ha: Aufzeichnungen eines Serienmörders (Cass-Verlag)                                                                                              | Shelagh Delaney: A Taste of Honey (AvivA Verlag) Hamed Abboud: In meinem Bart versteckte Geschichten (Edition Korrespondenzen) Marco Dorati: Professorenmensa (Edition Monhardt) Helena Adler: Die Infantin trägt den Scheitel links (Jung und Jung) Michael Palin: Erebus (mareverlag) Desmond Morris: Das Leben der Surrealisten (Unionsverlag) Christoph Schneeberger: Neon Pink & Blue (verlag die brotsuppe) Nora Gomringer: Gottesanbieterin (Voland & Quist) Christoph Höhtker: Schlachthof und Ordnung (weissbooks.w) | Nora Zukker (Autorin und Literaturkritikerin), Zürich Gerlinde Tamerl (Wagner’sche Buchhandlung, freie Literaturkritikerin), Innsbruck Jörg Plath (Literaturredakteur Deutschlandfunk Kultur und Kritiker), Berlin Ulrich Gutmair (Kulturredaktion Die Tageszeitung), Berlin Christoph Danne (Autor, Buchhandlung Bittner), Köln                                                                              |  |
| 2021 (179)       | Ling Ma: New York Ghost (CulturBooks Verlag) | María José Ferrada: Kramp (Berenberg Verlag) Anna Albinus: Revolver Christi (edition fotaTAPETA) Katharina Volckmer: Der Termin (Kanon Verlag) Grigor Shashikyan (Grig): Jesus’ Katze (Kolchis Verlag) Adelheid Duvanel: Fern von hier (Limmat Verlag) Tatiana Țîbuleac: Der Sommer, als Mutter grüne Augen hatte (Schöffling & Co.) Salih Jamal: Das perfekte Grau (Septime Verlag) Anton de Kom: Wir Sklaven von Suriname (TRANSIT Buchverlag) Judith Fanto: Viktor (Verlag Urachhaus) | Stefan Gmünder (Literaturredakteur Der Standard und Volltext), Reinhold Joppich (Veranstaltungen, bis 2014 Vertriebsleiter bei Kiepenheuer & Witsch) Oliver Jungen (freier Journalist und Literaturkritiker) Julia Knapp (Event-Managerin bei Orell Füssli und Moderatorin) Maria-Christina Piwowarski (Buchhandlung ocelot, Label blauschwarzberlin, Literaturpodcast Letzte Lektüren)                       |  |
| 2022 (191)       | Viktor Schklowski: Zoo. Briefe nicht über die Liebe, Oder die dritte Heloise (Guggolz Verlag)                                                               | Artem Tschech: Nullpunkt (Arco Verlag) Yuriy Gurzhy: Richard Wagner und die Klezmerband (Ariella Verlag) Aphra Behn: Werke in zwei Bänden (AvivA Verlag) Atsuhiro Yoshida: Gute Nacht, Tokyo (cass verlag) Henriette Valet: Madame 60a (Das Kulturelle Gedächtnis) Wallace Thurman: The Blacker The Berry (ebersbach & simon) Wolfgang Schiffer: Dass die Erde einen Buckel werfe (Elif Verlag) Alice Grünfelder: Wolken über Taiwan. Notizen aus einem bedrohten Land (Rotpunktverlag) Noemi Somalvico: Ist hier das Jenseits, fragt Schwein (Voland & Quist) | Thorsten Dönges (Kurator) Caroline Fetscher (Journalistin, Redakteurin des Tagesspiegel) Andrea Fredriksson-Zederbauer (Herausgeberin und Übersetzerin) Laura Frei (Buchhändlerin und Historikerin) Katharina Herrmann (Bloggerin, Kritikerin und Autorin) |  |
| 2023             | Verónica Gerber Bicecci: Leere Menge (MaroVerlag) | David Santos Donaldson: Grönland (Albino Verlag) Yevgeniy Breyger: Frieden ohne Krieg (kookbooks) Margherita Costa/Christine Wunnicke (Hg.): Die schöne Frau bedarf der Zügel nicht (Berenberg Verlag) Charles Ferdinand Ramuz: Sturz in die Sonne (Limmat Verlag) Haska Shyyan: Hinter dem Rücken (edition.fotoTapeta) Franziska Winkler (Hg.): Handverlesen – Gebärdensprachpoesie in Lautsprache (hochroth) Don Mee Choi: DMZ Kolonie (Spector Books) Viktor Gallandi: Kaspar (Karl Rauch Verlag) Michel Jean (Hg.): Wapke (Wieser Verlag) | Janika Gelinek (Kuratorin) Nick Lüthi (Blogger) Linda Stift (Autorin und Redakteurin) Sannah Wagner-Göttsch (Buchhändlerin) Miriam Zeh (Redakteurin) |  |
| 2024             | Thea Mengeler: Nach den Fähren (Wallstein Verlag) | Glenn Bech: Ich erkenne eure Autorität nicht länger an (Alfred Kröner Verlag) Alina Herbing: Tiere, vor denen man Angst haben muss (Arche Literatur Verlag) Fabio Stassi: Die Seele aller Zufälle (Edition Converso) Kerana Angelova Sonnenblumen für Maria (Ink Press) Douna Loup: Verwildern (Limmat Verlag) Katharina Volckmer: Hallo, mein Name ist Jimmie, was kann ich für Sie tun? (März Verlag) Onur Erdur: Schule des Südens (Matthes & Seitz Berlin) Zdena Salivarová: Ein Sommer in Prag (Mitteldeutscher Verlag) Odile Kennel (Gedichte), Anja Nolte (Illustrationen): Irgendetwas dazwischen (Verlagshaus Berlin) | Bozena Anna Badura (Literaturkritikerin) Ludwig Lohmann (Podcaster) Andreas Pätzold (Buchhändler) Simona Pfister (Autorin) Tino Schlench (Blogger) |  |

* = Titel der Vorjury

### Melusine-Huss-Preis
- 2011: Stroemfeld Verlag für Peter Kurzecks Roman Vorabend
- 2012: Peter Hammer Verlag für die von Henning Wagenbreth übersetzte und illustrierte Ballade Der Pirat und der Apotheker von Robert Louis Stevenson
- 2013: Edition Nautilus für den Roman Brief in die Auberginenrepublik von Abbas Khider
- 2014: Aviva Verlag für das Buch Mädchenhimmel! mit Gedichten und Geschichten von Lili Grün
- 2015: Verbrecher Verlag für den Roman Bodentiefe Fenster von Anke Stelling
- 2016: Guggolz Verlag für den Essayband Szenen aus Schottland von James Leslie Mitchell
- 2017: Assoziation A für die Autobiographie Über Grenzen: Vom Untergrund in die Favela von Lutz Taufer
- 2018: Verbrecher Verlag für nichts, was uns passiert von Bettina Wilpert
- 2019: Edition Nautilus für den Roman Das Fortschreiten der Nacht von Jakuta Alikavazovic
- 2020: keine Vergabe